# Байкальская складчатость
Байкальская складчатость (Байкалиды) — эпоха тектогенеза, охватывает период от 650 до 550 млн лет геологической истории Земли (рифей—кембрий).

## История
Термин был впервые использован русским геологом Н. С. Шатским в 1932 году для обозначения складчатости вендских и позднекембрийских отложений Южной Европы.
Термины «байкалиды» и «мезозоиды» были введены в работе Схема тектоники СССР (1933)

## Описание

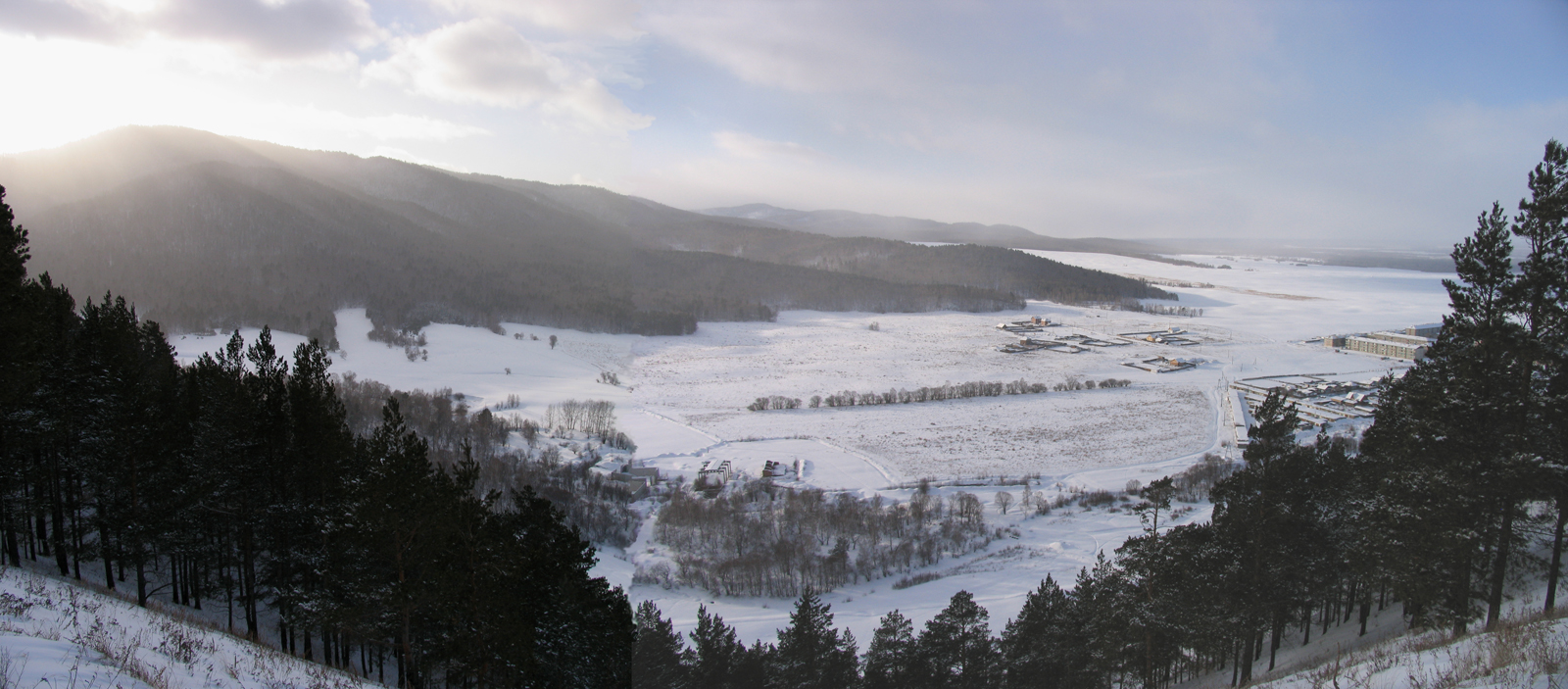
Типичные Байкалиды. Хребет Хамар-Дабан в районе Каменска, Бурятия.

В эту эпоху в результате активизации процессов горообразования, складкообразования, разломообразования, гранитизации, вулканизма, сейсмичности и других геодинамических процессов сформировались пояса горных сооружений, ныне в основном разрушенных, но в некоторых местах омоложённых, окаймляющих крупные платформы.

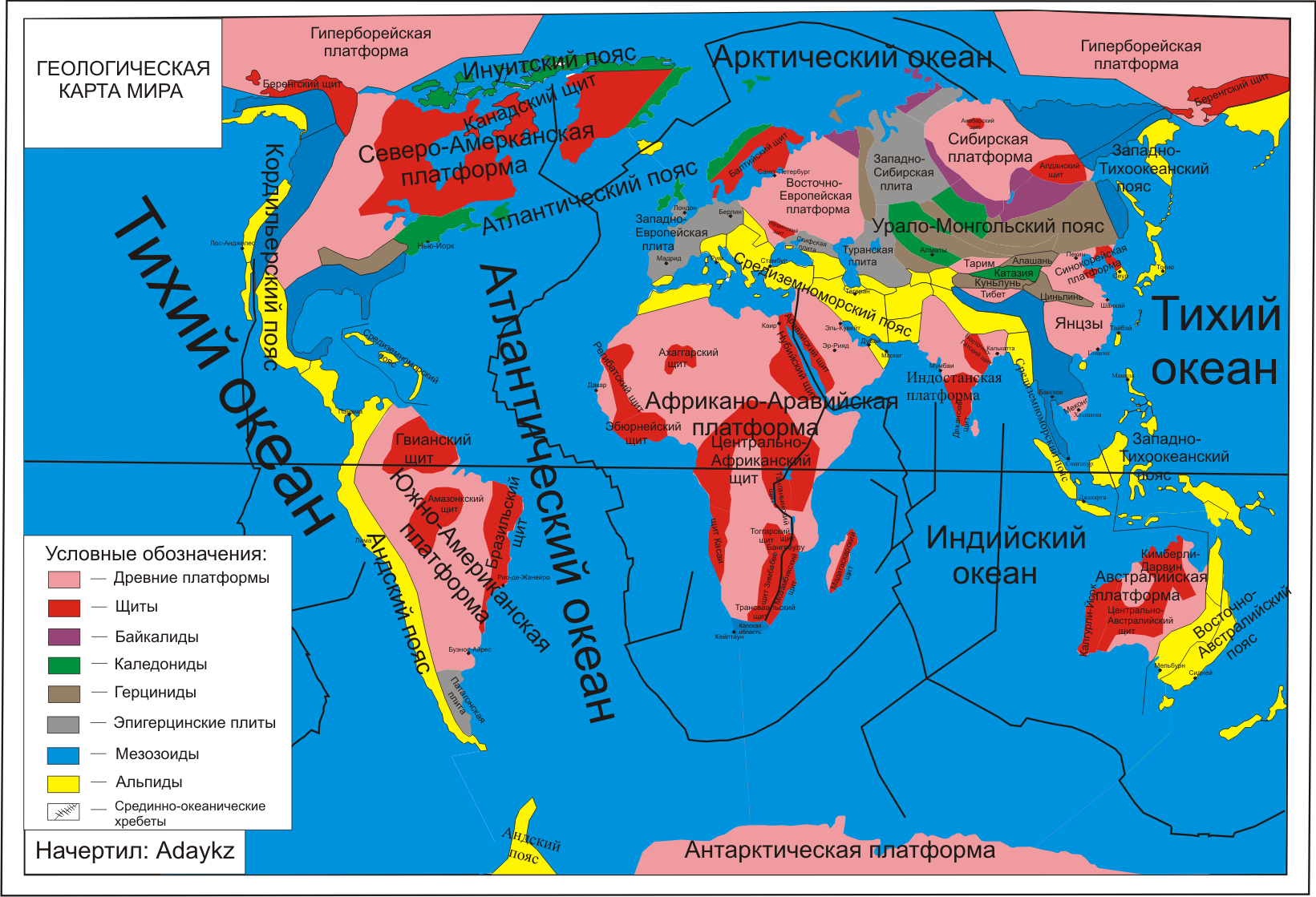
Складчатые пояса на карте мира

Складкообразование происходило в пределах геосинклинальных областей, развивавшихся в конце докембрия (рифее) и раннем кембрии. Этот процесс завершился возникновением многих горных сооружений на окраинах древних платформ:

## Распространение
На северо-востоке Восточно-Европейской платформы:
- Тиманский кряж

В Енисее-Саяно-Байкальская складчатой области:
- Енисейский кряж
- Восточный Саян
- Хамар-Дабан
- Байкальский хребет
- Патомское нагорье

Также байкалиды выделяют в Индостане и в выступах фундамента структур Ближнего и Среднего Востока.

## Названия складчатости в зарубежной литературе
В Европе байкальской складчатости соответствуют ассинтская и кадомская складчатости. В Африке к моменту появления байкальской складчатости, согласно Фор-Мюре, закончилась катангская складчатость, в Бразилии — гадринская и бразильская, в Австралии — луинская.